# شب‌خسکاج
شب خسکاج، روستایی است از توابع بخش مرکزی شهرستان نوشهر در استان مازندران ایران.

## جمعیت
این روستا در دهستان خیرودکنار قرار دارد و براساس سرشماری مرکز آمار ایران در سال ۱۳۸۵، جمعیت آن ۵۷۱ نفر (۱۵۶خانوار) بوده‌است. مردم  شب خسکاج از قومیت طبری هستند. مردم  شب خسکاج به زبان طبری با گویش کجوری سخن می‌گویند.